# Cristo no Jardim das Oliveiras (Théodore Chassériau)
Cristo no Jardim das Oliveiras é uma pintura a óleo sobre tela do pintor francês Théodore Chassériau, de 1840. Foi criado após uma comissão do Ministério do Interior. A pintura de grande formato foi apresentada no Salão de Paris, em 1840. Depois de uma transferência da Igreja de Saint-Jean-d'Angély, em Charente-Maritime, foi transferida para o Museu de Belas Artes de Lyon
O episódio é mais conhecido em Língua Portuguesa como Agonia no Getsêmani e se refere a um evento na Vida de Jesus que ocorreu entre a Última Ceia e a sua prisão A luta de Jesus (em grego: agonia), orando e se submetendo a Deus antes de aceitar seu sacrifício, no Getsêmani, também denota um estado de espírito atualmente chamado de agonia.

## Descrição e Análise
A obra retrata o tema iconográfico cristão da Agonia de Jesus no Jardim das Oliveiras. Nesta pintura, Jesus Cristo é acompanhado por três apóstolos: São Pedro, São João e Santiago Maior. Depois de orar três vezes a Deus no Monte Getsêmani, Jesus recebe, de três anjos, o cálice e os símbolos da Paixão de Cristo. Ao fundo, soldados romanos são mostrados com Judas Iscariotes levando-os a Cristo.